# Nethinim
Les Nethinim (en hébreu ha-netinim, הַנְּתִינִים, littéralement « ceux qui sont donnés » ou « sujets »), ou encore Nathinites, Nathinéens ou Néthiniens, est le nom donnée aux assistants du Temple dans l'ancienne Jérusalem. Le terme est utilisé la première fois dans le livre de Livre de Josué (où il est trouvé sous sa forme verbale) à propos des Gibéonites,. Plus tard dans le Livre d'Esdras, ils sont dénombrés avec les Avdei Shlomo (« Servants de Salomon »). Il est probable que les Nethinim descendent de peuples non israélites. Les opinions divergent quant à l'association entre les Gibéonites dans le Livre de Josué et les Nethinim des textes plus tardifs.

## Étymologie
Le mot Netinim est dérivé du verbe cananéen N-T-N, « donner ». Il apparait 18 fois dans le texte massorétique de la bible hébraïque, toujours au pluriel (1 Ch. 9:2; Ezra 2:43,58,70; 7:7,24; 8:17,20; Néh. 3:26,31; 7:46,60,73; 10:28; 11:3,21),.

### Traduction et orthographe
En anglais, Nethinim est l'un des mots hébreux qui sont translittérés plutôt que traduits dans la Bible du roi Jacques (1611). C'est la graphie privilégiée dans le monde académique anglo-saxon. La forme Nathinites est utilisée dans la Bible de Douai et se retrouve dans la Catholic Encyclopedia (1911) et son article « Nathinites ».
En grec, la Septante translittère Nethinim sous les formes οἱ Ναθιναῖοι hoi Nathinaioi,, et Ναθινιν. À une occasion, elle utilise la traduction οἱ δεδομένοι  hoi dedoménoi, « ceux qui sont donnés ». Flavius Josèphe utilise le terme ἰερόδουλοι ierodouloi, « servants du Temple ». La Vulgate utilise la translittération Nathinæi. En syriaque, la Peshitta suit l'hébreu, excepté dans 1 Ch 9 qui traduit netinim par le syriaque geyora au pluriel, équivalent à l'hébreu guérim.

## Bible hébraïque
Dans le livre de Josué, les Nethinim sont mentionnés dans un passage concernant les « chefs (nesi'im) de la congrégation », l'assemblée gouvernant Yehoud Medinata après l'exil. Ce passage a été interprété comme légitimant l'autorité de cette classe, ou alternativement critiquant leur action autonome. Dans cette seconde interprétation, les auteurs du livre de Josué critiquent ces chefs, indépendamment du clergé, pour avoir introduit les Gibéonites dans le service du culte à Jérusalem. Dans la tradition talmudique,  ces derniers deviennent associés aux Nethinim.
Les Nethinim sont mentionnés au retour de l'Exil et particulièrement énumérés dans Esd 2 et Ne 7. La forme originale du nom était Nethunim comme dans le ketiv (lecture consonantale) de Esd 8,17 (voir Nb 3,9) et signifie « donné » ou « dédié », c'est-à-dire au Temple. Le Talmud utilise également la forme singulière Nathin. En tout, ce sont 612 Nethinim qui reviennent d'Exil et sont logés près de la « Maison des Nethinim » à Ophel, vers le mur est de Jérusalem à proximité du Temple où ils servent sous les ordres des Lévites. Ils sont affranchis de toute offrandes, desquelles ils étaient certainement supportés. Ce sont le roi David et les princes qui leur ordonnent de servir les Lévites (Esd 8,20).
Beaucoup de noms nethinim énumérés dans Esd 2 semblent indiquer une origine étrangère, incluant des noms arabes, ishmaélites (en), égyptiens, édomites et araméens, affublés de surnoms communs pour les esclaves.,. La plupart des noms des parents mentionnés semblent être féminin en forme ou en sens, ce qui suggère que la parenté des Nethinim ne pouvait être tracée avec certitude, une hypothèse soutenue par l'énumération de ceux qui ne pouvaient pas « montrer la maison de leur père » (Esd 2,60 et Ne 7,62).

## Interpretations

### Judaïsme rabbinique
Malgré leur service sacré, les Nethinim sont situés en dessous des mamzerim dans les tables de préséance. D'après la Mishna, et contrairement aux interdictions bibliques concernant les unions entre Israélites et Moabites, Ammonites, Égyptiens et Édomites qui ne s'appliquent que pour un certain nombre de générations et ne concernent pas toutes leurs filles, il est interdit aux Mamzerim et aux Nethinim de se marier avec les Israélites, qu'il s'agisse d'un homme ou d'une femme.

### Témoins de Jéhovah
Les témoins de Jéhovah utilisent le terme Nethinim pour désigner ses membres ne se proclamant pas comme « oints » sélectionnés pour aider le Collège central,.

### Dans la Bible
1. ↑  Js 9,27
2. ↑  Esd 2,43
3. ↑  Ne 11,3
4. ↑  Esd 2,58
5. ↑  1Ch 9,2